# James Dearing
Pour les articles homonymes, voir Dearing.
 (mars 2024).
La mise en forme du texte ne suit pas les recommandations de Wikipédia : il faut le « wikifier ».
Les points d'amélioration suivants sont les cas les plus fréquents. Le détail des points à revoir est peut-être précisé sur la page de discussion.
- Les titres sont pré-formatés par le logiciel. Ils ne sont ni en capitales, ni en gras.
- Le texte ne doit pas être écrit en capitales (les noms de famille non plus), ni en gras, ni en italique, ni en « petit »…
- Le gras n'est utilisé que pour surligner le titre de l'article dans l'introduction, une seule fois.
- L'italique est rarement utilisé : mots en langue étrangère, titres d'œuvres, noms de bateaux, etc.
- Les citations ne sont pas en italique mais en corps de texte normal. Elles sont entourées par des guillemets français : « et ».
- Les listes à puces sont à éviter, des paragraphes rédigés étant largement préférés. Les tableaux sont à réserver à la présentation de données structurées (résultats, etc.).
- Les appels de note de bas de page (petits chiffres en exposant, introduits par l'outil «  Source ») sont à placer entre la fin de phrase et le point final[comme ça].
- Les liens internes (vers d'autres articles de Wikipédia) sont à choisir avec parcimonie. Créez des liens vers des articles approfondissant le sujet. Les termes génériques sans rapport avec le sujet sont à éviter, ainsi que les répétitions de liens vers un même terme.
- Les liens externes sont à placer uniquement dans une section « Liens externes », à la fin de l'article. Ces liens sont à choisir avec parcimonie suivant les règles définies. Si un lien sert de source à l'article, son insertion dans le texte est à faire par les notes de bas de page.
- La présentation des références doit suivre les conventions bibliographiques. Il est recommandé d'utiliser les modèles {{Ouvrage}}, {{Chapitre}}, {{Article}}, {{Lien web}} et/ou {{Bibliographie}}. Le mode d'édition visuel peut mettre en forme automatiquement les références.
- Insérer une infobox (cadre d'informations à droite) n'est pas obligatoire pour parachever la mise en page.

Pour une aide détaillée, merci de consulter Aide:Wikification.
Si vous pensez que ces points ont été résolus, vous pouvez retirer ce bandeau et améliorer la mise en forme d'un autre article.
James Dearing, né le 25 avril 1840 à Otterbourne, dans le comté de Campbell en Virginie, et mort le 22 avril 1865 à Lynchburg, est un officier de l'armée confédérée ayant servi dans l'artillerie et la cavalerie durant la guerre de Sécession. En 1861, lorsque la Virginie fait sécession au début de la guerre civile, il quitte l'académie militaire de West Point et s'engage dans l'armée sudiste. Il est mortellement blessé lors des derniers jours de la guerre, en 1865. Bien qu'il ait commandé une brigade de cavalerie et reçu le grade de général de brigade après avoir été promu par le président confédéré Jefferson Davis, Dearing n'a pas officiellement obtenu ce grade, car le Sénat confédéré a refusé d'approuver cette promotion.

## Jeunesse et études
Dearing naît à Otterbourne, près de la maison familiale d'Avoca (faisant aujourd'hui partie de la ville d'Altavista). La parcelle de terrain où se trouve la maison a été acquise par le colonel Charles Lynch, vétéran de la guerre d'indépendance ayant probablement donné son nom au lynchage. Le père du jeune James, James Griffin Dearing, meurt lorsqu'il a 3 ans, laissant à sa femme, Mary Anna Lynch Dearing, la responsabilité d'élever seule ses enfants. 
Après des études à Lynchburg et à l'Académie de Hanover, près de Richmond, il est admis à l'Académie militaire de West Point en 1858. Il brille en anglais, en français et en mathématiques, mais acquiert une réputation d'insoumis et de sécéssioniste auprès de ses supérieurs. Il est néanmoins classé premier de sa promotion de l'année 1862. Cependant, lorsque la Virginie fait sécession à la suite de la bataille de Fort Sumter, il quitte l'académie peu de temps avant la remise des diplômes, le 22 avril 1861.

## Guerre de Sécession
Dearing se rend à Richmond, où le gouverneur de l'État le nomme sous-lieutenant (second lieutenant) dans l'armée provisoire de Virginie. Il rejoint par la suite la compagnie d'artillerie Washington, récemment arrivée de la Nouvelle-Orléans, dans laquelle il sert pendant la première année de la guerre. Il participe à la première bataille de Bull Run en juillet 1861 et est promu lieutenant peu après. 
En avril 1862, il obtient le capitanat de la batterie d'artillerie de Lynchburg, alors rattachée à la brigade de George E. Pickett, et combat à la bataille de Williamsburg lors de la campagne de la Péninsule. Le major-général James Longstreet rapporte que le capitaine Dearing a montré "un courage et une énergie remarquable" lors de la Bataille de Fair Oaks, en mai et juin 1862. En septembre, lorsque Pickett est nommé commandant de la division du premier corps de Longstreet, la batterie de Dearing est affectée à cette l'unité et participe à la bataille de Fredericksburg.
Dearing est promu major au début de l'année 1863 et est également nommé chef de l'artillerie au sein de la division Pickett. En avril, son bataillon - composé des batteries des capitaines Stribling ("Fauquier"), Caskie ("Hampden"), Macon ("Richmond Fayette") et Blount (Dearing's old Lynchburg) - est officiellement organisé sous le nom du 38ème bataillon d'artillerie légère de Virginie. Il dirige son unité lors des les opérations de Longstreet, telles que le siège de Suffolk, où son bataillon subit de lourdes pertes. 

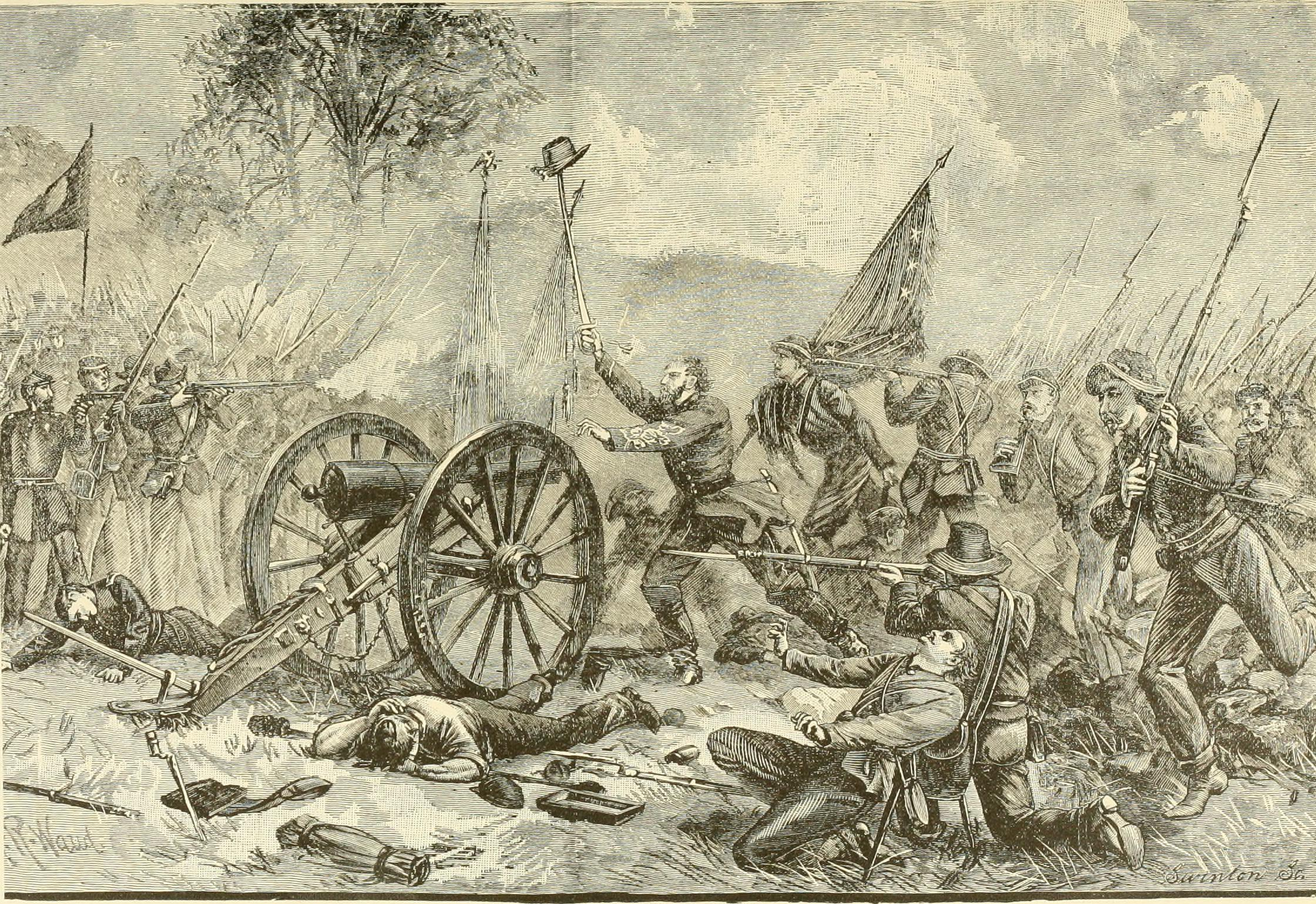
La charge de Pickett.

Le bataillon Dearing établit son camp près de Chambersburg lors des journées qui précèdent la bataille de Gettysburg. Pendant la deuxième journée de la bataille, le 2 juillet, Dearing se rend sur le champ de bataille et reçoit le commandement de deux batteries d'artillerie de réserve du lieutenant-colonel Edward Porter Alexander, tandis que ses hommes  marchent vers le combat. Ces batteries, dénomées « Bedford » et « Ashland », se trouvaient à la droite de la ligne d'Alexander et participèrent à la charge de Barksdale et Kershaw. Le 3 juillet, le bataillon de Dearing, positionné en plein centre des lignes confédérées, participe au barrage d'artillerie massif précédant la charge de Pickett. Dearing parcourut l'ensemble de la ligne de feu en brandissant un drapeau confédéré afin d'encourager ses troupes. Infligeant de lourdes pertes aux unités nordistes, les batteries de Dearing subissent des tirs de contre-batterie. Toutefois, elles gardent leur position et seront plus tard renforcées par de nombreux canons, sur ordre du colonel Alexander. Après l'échec de la charge initiale, les canons de Dearing soutiennent l'avancée des brigades d'Anderson et bombardent la contre-attaque de la 2ème brigade du Vermont, commandée par George Stannard, qu'ils blessent. 
En janvier 1864, Dearing reçoit une promotion temporaire au grade de colonel alors qu'il est commandant de cavalerie sous les ordres de Pickett dans le département de Caroline du Nord. Alors qu'il est basé à Petersburg, Dearing rencontre Roxanna Birchett et l'épouse le 27 janvier 1864. Ils auront une fille, nommée Mary Lucretia. Dearing reçoit une commission de lieutenant-colonel le 5 avril 1864 et est désigné afin de commander l'artillerie à cheval de l'armée de Virginie du Nord. 

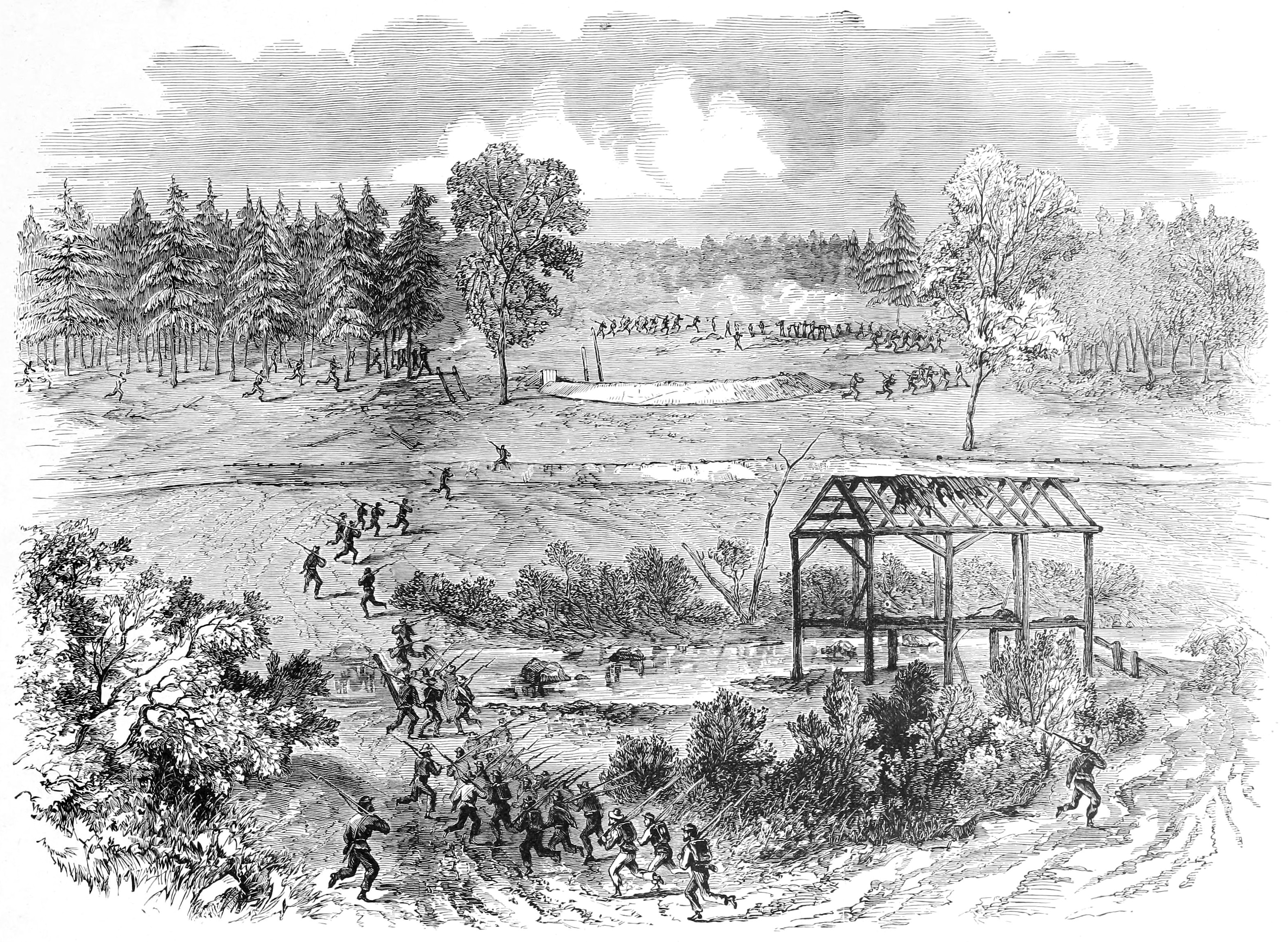
Bataille de Boydton Plank Road.

Quelques semaines plus tard, le 29 avril, il devient général de brigade dans la division du major général William Henry Fitzhugh "Rooney" Lee et sert dans la région entre Richmond et Petersburg en coopérant avec d'autres commandants. Il contribue à détourner les efforts de l'Union pour pénétrer les défenses de Petersburg en juin 1864. Dearing participe au célèbre Beefsteak Raid du major général Wade Hampton près de Petersburg en septembre 1864 et, bien que la maladie l'empêche de se rendre sur le terrain à la fin du mois, il combat également à Burgess Mill en octobre. Des rapports erronés furent émis sur sa mort en octobre durant la bataille de Boyd
ton Plank Road. 
Alors qu'il battait en retraite avec l'armée depuis Petersburg au début du mois d'avril 1865, Dearing et sa brigade interceptèrent des troupes commandées par le brigadier général Theodore Read, qui prévoyaient de détruire des ponts importants sur la rivière Appomattox. Le 6 avril, les troupes opposées se rencontrèrent près du High Bridge dans le comté de Prince Edward. Au cours des combats, Dearing tue Read mais reçoit une balle dans ses propres poumons. Alors que l'armée de Virginie du Nord bat en retraite jusqu'à Appomattox Court House et se rend, Dearing est transporté à l'hôpital de Lynchburg. C'est là qu'il retrouve un vieil ami et camarade de West Point, le major général de l'Union Ranald Slidell Mackenzie, le seul autre membre de leur promotion à être devenu officier général pendant la guerre. Au cours de cette entrevue, Mackenzie gracie Dearing.
James Dearing meurt dans un hôpital de secours de Lynchburg le 22 avril 1865. Il serait le dernier officier général confédéré à mourir des suites de ses blessures pendant la guerre de Sécession. Il a été enterré dans le cimetière familial d'Avoca, dans le comté de Campbell, mais a ensuite été réinhumé dans le cimetière de Spring Hill, à Lynchburg.